# 洛斯帕拉西奥斯和比利亚弗兰卡
洛斯帕拉西奥斯和比利亚弗兰卡是西班牙安达卢西亚自治区塞维利亚省的一个市镇。总面积110平方公里，总人口33045人（2001年），人口密度300人/平方公里。